# Curling alla XXV Universiade invernale - Torneo maschile
Il torneo maschile di curling alla XXV Universiade invernale si è svolto a Erzurum, in Turchia, dal 27 gennaio al 6 febbraio 2011.

## Girone all'italiana

### Classifica
| Squadre       | G  | V | P |
| ------------- | -- | - | - |
| Corea del Sud | 9  | 7 | 2 |
| Regno Unito   | 9  | 7 | 2 |
| Svizzera      | 9  | 7 | 2 |
| Rep. Ceca     | 10 | 7 | 3 |
| Canada        | 10 | 6 | 4 |
| Norvegia      | 9  | 4 | 5 |
| Stati Uniti   | 9  | 4 | 5 |
| Svezia        | 9  | 3 | 6 |
| Turchia       | 9  | 1 | 8 |
| Slovenia      | 9  | 0 | 9 |

### Risultati

#### Sessione 1
|  | Corea del Sud | 7 – 5 | Norvegia |  |

|  | Regno Unito | 4 – 7 | Canada |  |

|  | Slovenia | 1 – 12 | Svezia |  |

|  | Stati Uniti | 6 – 12 | Svizzera |  |

|  | Rep. Ceca | 9 – 2 | Turchia |  |

#### Sessione 2
|  | Rep. Ceca | 5 – 6 | Regno Unito |  |

|  | Svezia | 10 – 2 | Turchia |  |

|  | Corea del Sud | 11 – 2 | Stati Uniti |  |

|  | Slovenia | 2 – 14 | Norvegia |  |

|  | Canada | 6 – 7 | Svizzera |  |

#### Sessione 3
|  | Svizzera | 8 – 2 | Turchia |  |

|  | Norvegia | 5 – 6 | Stati Uniti |  |

|  | Canada | 4 – 7 | Rep. Ceca |  |

|  | Svezia | 4 – 9 | Corea del Sud |  |

|  | Slovenia | 3 – 10 | Regno Unito |  |

#### Sessione 4
|  | Norvegia | 2 – 9 | Canada |  |

|  | Slovenia | 1 – 16 | Corea del Sud |  |

|  | Regno Unito | 9 – 2 | Turchia |  |

|  | Svizzera | 2 – 7 | Rep. Ceca |  |

|  | Stati Uniti | 9 – 1 | Svezia |  |

#### Sessione 5
|  | Slovenia | 2 – 10 | Rep. Ceca |  |

|  | Canada | 4 – 8 | Svezia |  |

|  | Norvegia | 2 – 9 | Svizzera |  |

|  | Regno Unito | 8 – 2 | Stati Uniti |  |

|  | Turchia | 3 – 7 | Corea del Sud |  |

#### Sessione 6
|  | Turchia | 5 – 9 | Stati Uniti |  |

|  | Corea del Sud | 10 – 7 | Svizzera |  |

|  | Svezia | 3 – 8 | Regno Unito |  |

|  | Canada | 13 – 1 | Slovenia |  |

|  | Norvegia | 5 – 4 | Rep. Ceca |  |

#### Sessione 7
|  | Regno Unito | 10 – 8 | Corea del Sud |  |

|  | Turchia | 3 – 7 | Norvegia |  |

|  | Stati Uniti | 5 – 6 | Canada |  |

|  | Rep. Ceca | 7 – 2 | Svezia |  |

|  | Svizzera | 13 – 2 | Slovenia |  |

#### Sessione 8
|  | Svezia | 4 – 7 | Svizzera |  |

|  | Stati Uniti | 4 – 5 | Rep. Ceca |  |

|  | Turchia | 9 – 3 | Slovenia |  |

|  | Norvegia | 4 – 6 | Regno Unito |  |

|  | Corea del Sud | 4 – 6 | Canada |  |

#### Sessione 9
|  | Stati Uniti | 7 – 1 | Slovenia |  |

|  | Svizzera | 8 – 4 | Regno Unito |  |

|  | Rep. Ceca | 5 – 6 | Corea del Sud |  |

|  | Turchia | 2 – 7 | Canada |  |

|  | Svezia | 4 – 5 | Norvegia |  |

#### Spareggio
|  | Rep. Ceca | 11 – 7 | Canada |  |

## Fase Finale
|  | Semifinali    | Semifinali    | Semifinali |          |               | Finale        | Finale      | Finale      |  |
|  |               |               |            |          |               |               |             |             |  |
|  | Corea del Sud | Corea del Sud | 5          |          |               |               |             |             |  |
|  | Corea del Sud | Corea del Sud | 5          |          |               |               |             |             |  |
|  | Rep. Ceca     | Rep. Ceca     | 4          |          |               |               |             |             |  |
|  | Rep. Ceca     | Rep. Ceca     | 4          |          | Corea del Sud | Corea del Sud | 10          |             |  |
|  |               |               |            |          | Corea del Sud | Corea del Sud | 10          |             |  |
|  |               |               | Svizzera   | Svizzera | 6             |               |             |             |  |
|  | Regno Unito   | Regno Unito   | Svizzera   | Svizzera | 6             | 8             |             |             |  |
|  | Regno Unito   | Regno Unito   |            |          |               | 8             |             |             |  |
|  | Svizzera      | Svizzera      | 9          |          |               | Terzo Posto   | Terzo Posto | Terzo Posto |  |
|  | Svizzera      | Svizzera      | 9          |          |               |               |             |             |  |
|  |               |               |            |          |               |               |             |             |  |
|  |               |               |            |          |               | Rep. Ceca     | Rep. Ceca   | 3           |  |
|  |               |               |            |          |               | Rep. Ceca     | Rep. Ceca   | 3           |  |
|  |               |               |            |          |               | Regno Unito   | Regno Unito | 2           |  |

### Semifinali
|  | Corea del Sud | 5 – 4 | Rep. Ceca |  |

|  | Regno Unito | 8 – 9 | Svizzera |  |

### Finale 3º/4º posto
|  | Rep. Ceca | 3 – 2 | Regno Unito |  |

### Finalissima
|  | Corea del Sud | 10 – 6 | Svizzera |  |

## Campione
| Campione delle Universiadi 2011 |
| ------------------------------- |
| Corea del Sud                   |

## Classifica Finale
| Pos.    | Team          |
| ------- | ------------- |
| Oro     | Corea del Sud |
| Argento | Svizzera      |
| Bronzo  | Rep. Ceca     |
| 4       | Regno Unito   |